# Герб Нигерии
Герб Нигерии — национальный символ, представляющий собой щит, в чёрном поле которого серебряный волнистый вилообразный крест. Над щитом серебряный с зелёным бурелет, в нашлемнике золотой орёл. Основание герба представляет собой зелёную поляну с жёлтыми цветами costus spectabilis. Девиз на золотой ленте гласит: Unity and Faith, Peace and Progress.

## Символика
Вилообразный крест символизирует две главные реки Нигерии: Бенуэ и Нигер. Чёрное поле щита символизирует плодородие почв Нигерии. Серебряно-зелёный бурелет — символ богатства земли, орёл представляет собой символическое изображение силы. Серебряные лошади-щитодержатели символизируют достоинство и гордость. Costus spectabilis является национальным цветком Нигерии. Девиз в переводе на русский язык означает «Единство и вера, мир и прогресс».